# جيم رايموند
جيم رايموند (بالإنجليزية: Jim Raymond)‏ هو رسام بالرصاص أمريكي، ولد في 1917 في نيو روتشيل في الولايات المتحدة، وتوفي في 1981.

## وصلات خارجية
- جيم رايموند على موقع IMDb (الإنجليزية)